# Jorcada
Jorcada je rozlehlý vulkanický masiv o rozloze 230 km2, sestávající z několika menších stratovulkánů, kráterů a lávových dómů, nacházející se v jižní části Bolívie, na severním břehu jezera Laguna Colorada. Vulkanická stavba je tvořena systémem trhlin a zlomů, kolem nichž jsou soustředěny všechny vulkanické formy (krátery, stratovulkán, lávové dómy) různého složení – od bazaltu přes andezit až po dacit a ryolit. Vulkanická aktivita se přesouvala z jihu na sever, nejmladší produkty se nacházejí na severozápadním okraji masivu.